# Диккер, Жоэль
Жоэль Диккер (фр. Joël Dicker, род. 16 июня 1985, Женева, Швейцария) — современный швейцарский писатель, пишет на французском языке. Диккер получил широкую известность детективным романом «Правда о деле Гарри Квеберта», вышедшим в 2012 году. Роман был переведён более чем на 40 языков и издан более чем в 60 странах уже к 2017 году. За этот роман писатель получил целый ряд престижных международных литературных премий, включая Гран-при Французской академии и Гонкуровскую премию лицеистов. Книга была экранизирована для телевидения известным французским режиссёром Жан-Жаком Анно.
Творчество и личность писателя привлекают внимание средств массовой информации и известных литературоведов. Пресса сообщает о его увлечении боксом, смешанными боевыми искусствами, кроссфитом, латиноамериканской музыкой, многочисленных путешествиях и семье. Литературоведы наряду с анализом литературных достоинств романов Жоэля Диккера пишут об умело организованных рекламных кампаниях и тесном сотрудничестве писателя с французской фирмой Éditions de Fallois, на протяжении восьми лет издававшей и продвигавшей на международном книжном рынке произведения Диккера.
В 2020 году писатель издал новый детективный роман «Загадка номера 622» — первую книгу, в которой действие происходит не в американской провинции, как в предыдущих романах Диккера, а на его родине — в Швейцарии. Журнал Forbes назвал «Загадку комнаты 622» самым ожидаемым романом весны — лета 2021 года в России.

## Биография

### Ранние годы
«Мой прадед по отцовской линии был революционером, бежавшим от царя, а вскоре после этого семья моей матери, имевшая аристократическое происхождение, бежала от революции 1917 года. Отец моей матери родился в России. Он пересёк Европу и Францию, чтобы прибыть в Швейцарию. Мать моей матери родилась в Триесте и бежала из Италии в 1940-х годах, чтобы перебраться в Швейцарию», — рассказывал в интервью писатель.

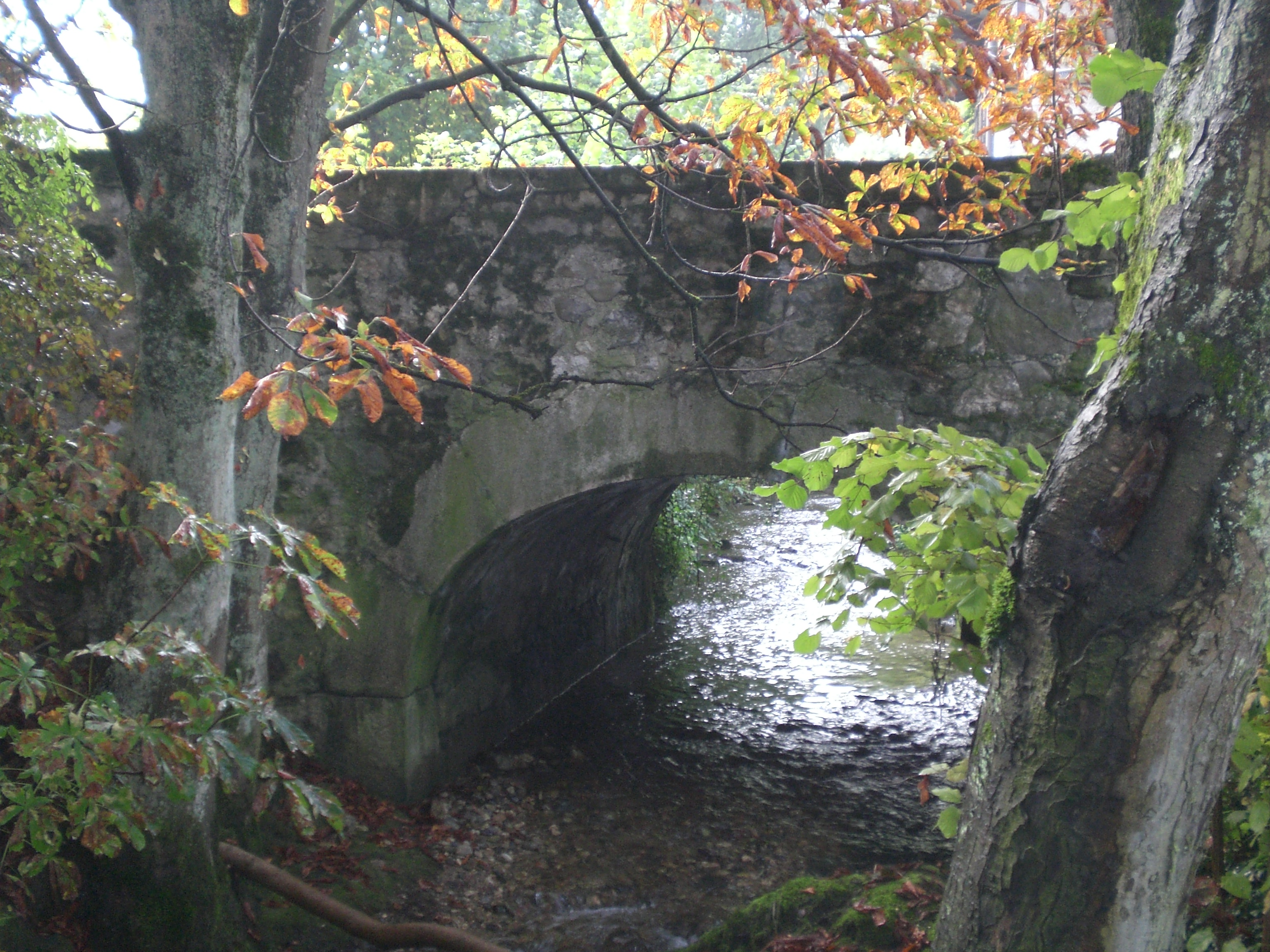
Старинный мост в Труанексе

Жоэль Диккер родился, по словам газеты The Guardian, в «дружной еврейской семье» в Женеве, где уже много десятилетий жили его предки, 16 июня 1985 года. Диккер рассказывал, что его прадед Яков Моисеевич Дикер (Жак Диккер), уроженец Хотина (Бессарабской губернии), был отправлен в Сибирь по приговору суда, но бежал оттуда и нашёл убежище в Швейцарии в 1906 году, стал адвокатом, политиком-социалистом и депутатом Национального совета Швейцарии. Жак Диккер организовал крупную антифашистскую демонстрацию в 1932 году. Его сын Серж был врачом-кардиологом и женился на девушке по имени Джульетта, которая родилась в Женеве, её отец был родом из Болоньи. По материнской линии, его прапрадедом был барон Гинцбург. По словам Диккера, его бабушка и дедушка со стороны матери перебрались в Швейцарию как еврейские беженцы из оккупированной Франции в 1942 году. Мать занималась книжным делом, отец был учителем французского языка. О себе писатель иногда говорит как о швейцарце, имеющем российские и итальянские корни, иногда называет себя евреем (фр. «Je suis juif, mes parents m’ont raté!»), евреем его считает и авторитетное издание The Jewish Chronicle. Детство писателя прошло в городке Труанексе в кантоне Женева. Диккер рассказывает о Труанексе как о сельской местности с красивыми видами лесов и полей. С детства он любил музыку, некоторое время увлекался хеви-металом, затем полюбил джаз. Когда пишет книги, слушает оперную музыку.

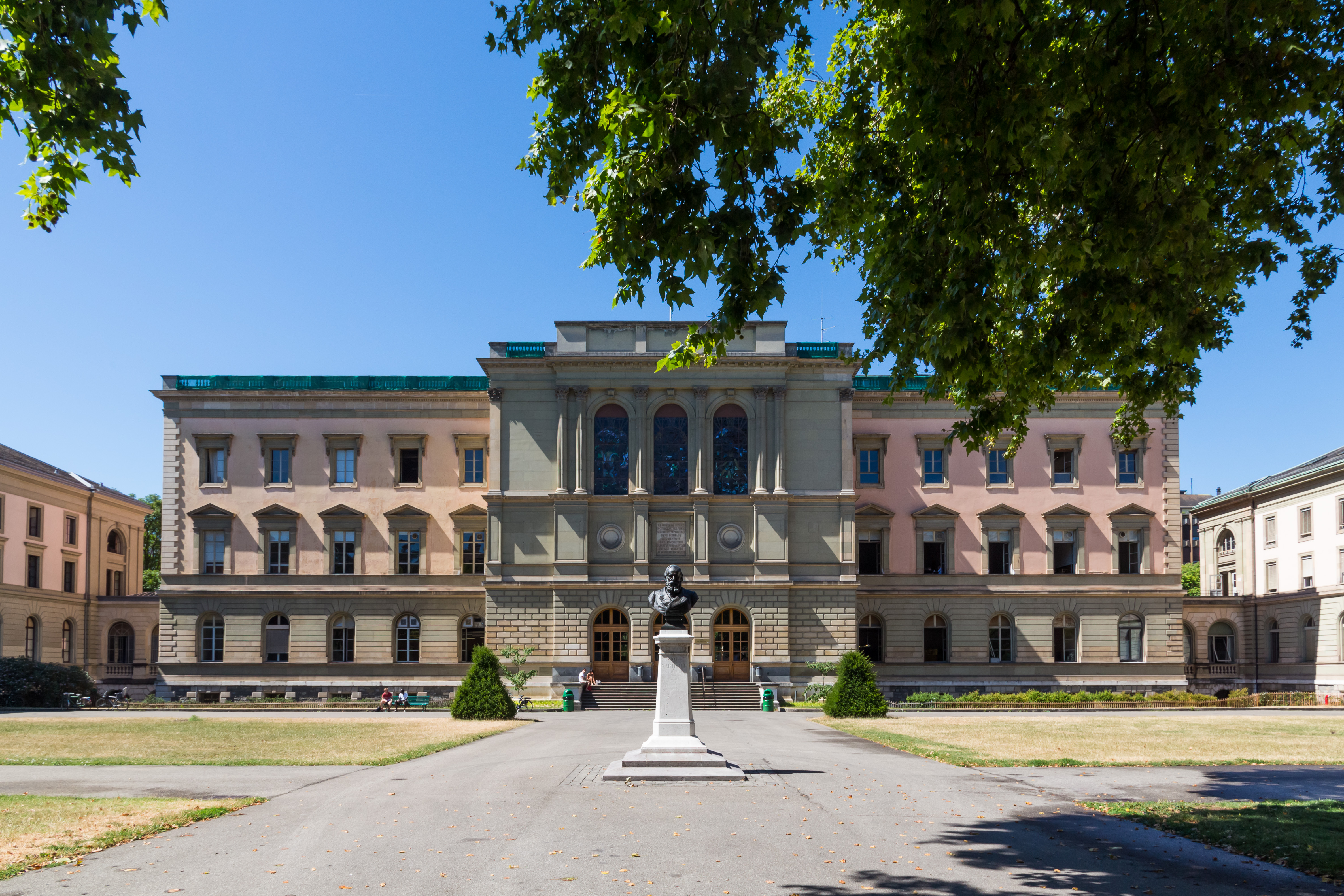
Женевский университет в 2015 году

В возрасте десяти лет вместе с приятелем Жоэль Диккер стал основателем журнала детских рисунков и текстов о природе «Вестник животных» (фр. La Gazette des Animaux), созданным к 50-летию Национального музея естествознания (фр. Muséum national d'Histoire naturelle). «Вестник животных» выходил семь лет. Диккер получил Приз Cunéo за охрану природы и был признан самым молодым в Швейцарии главным редактором региональной ежедневной газеты на французском языке Tribune de Genève. Диккер окончил Колледж мадам де Сталь в Женеве, в течение года проходил обучение актёрскому мастерству на Курсах Флоран в Париже, а затем, в 2010 году, окончил юридический факультет Женевского университета с дипломом магистра. Диккер жаловался на избыточно богатое воображение: «У меня всегда были фантазии в голове. Я мечтал заниматься музыкой, быть писателем или футболистом». Любовь к чтению он проявил только в подростковом возрасте. Первоначально он проявил интерес к творчеству Кена Фоллета. Своими любимыми писателями в настоящее время писатель называет Филипа Рота и Ромена Гари.
О своей учёбе писатель вспоминал: «Я был плохим учеником, не отличался прилежанием, не сдавал домашние задания. К концу учебного года мой стол был в ужасном беспорядке, он был переполнен невыполненными упражнениями. Я боялся, что учитель обыщет мой стол». В одном из интервью Диккер упоминал, что был исключён из университета: «Меня исключили из университета, так как я не сдал экзамен. Я не знал, что буду делать со своей жизнью, я потерялся. Написал письмо декану с просьбой о восстановлении». После окончания университета некоторое время Диккер работал парламентским атташе Учредительного собрания Женевы.
В 2005 году Диккер опубликовал первую новеллу «Тигр», получившую Международную премию молодых авторов. Она была опубликована в сборнике победителей конкурса издательством L’Hèbe. В интервью Диккер признавался, что в 2009 году написал пять романов, в которых рассказывал о проблемах молодого человека. Издательства отказались печатать эти книги. По словам писателя, это заставило его понять, что желание заниматься сочинительством у него «возникло не из-за потребности в катарсисе, а из-за любви к чтению определённого типа книг».
В январе 2012 года был издан роман Диккера «Последние дни наших отцов», рассказывающий о деятельности Управления специальных операций во время Второй мировой войны, известном как «секретная армия Черчилля». Управление специальных операций Великобритании — отделение Британской секретной разведывательной службы, которое обучало французские ячейки движения Сопротивления во время Второй мировой войны. Диккер закончил рукопись в 2009 году, но тогда ни один редактор не захотел печатать книгу.
В 2010 году писатель представил роман на конкурс за Премию женевских писателей. Приз присуждается писателям каждые четыре года за неопубликованные рукописи. К большому удивлению Диккера, он одержал победу на конкурсе. Вскоре после этого с ним связался редактор швейцарского издательства L’Age d’Homme Владимир Димитриевич, который предложил отредактировать книгу для издания. Первоначально планировалось, что книга выйдет в Швейцарии в апреле 2010 года. Но в издательстве решили, что тема романа заинтересует и французскую читательскую аудиторию, поэтому предложили отложить выпуск романа до сентября 2010 года и работать над ним вместе с парижским издателем Бернаром де Фаллуа. Владимир Димитриевич не увидел опубликованную книгу, так как в июне 2011 года погиб в автокатастрофе по пути в Париж. После его смерти работа над изданием затянулась. Книга вышла только в 2012 году в издательстве Éditions de Fallois. Она не привлекла большого внимания читателей, было продано не более нескольких сотен экземпляров романа.

### «Правда о деле Гарри Квеберта»
Двухлетняя работа над романом «Правда о деле Гарри Квеберта» совпала с редактированием первого романа Диккера, поэтому ему было трудно работать над более современным сюжетом, которому должен был соответствовать новый литературный стиль автора. Разочарованный неудачей с «Последними днями наших отцов», Дикер разослал свою новую рукопись одновременно большому числу издателей. 87-летний Бернар де Фаллуа после получения рукописи немедленно согласился напечатать роман. Он прочитал роман «за один присест», а затем отменил отпуск и отправил рукопись нескольким влиятельным литературным критикам. Бернар де Фаллуа был легендарным редактором и издателем, среди близких друзей и авторов которого когда-то были знаменитые писатели Марсель Паньоль и Жорж Сименон. Ещё до того, как роман «Правда о деле Гарри Квеберта» попал в книжные магазины, он уже находился в списке жюри Гонкуровской премии, опубликованном 4 сентября 2012 года.
В двадцать семь лет Жоэль Диккер добился международного признания, написав книгу «Правда о деле Гарри Квеберта». Книга имела удачное оформление. По словам литературного критика британской газеты The Telegraph, «Белая обложка с репродукцией картины Эдварда Хоппера была настолько популярна в Париже, что казалась галлюцинацией». Книга уже к декабрю 2013 года была продана для перевода в 32 страны и завоевала Гран-при Французской академии, Гонкуровскую премию лицеистов, а также стала лауреатом Премии французской литературы в Нидерландах (Prix Tulipe, 2013).
«Правда о деле Гарри Квеберта» стала шестой книгой, написанной писателем, но это был второй опубликованный роман Диккера. К декабрю 2013 года только во Франции был продан один миллион экземпляров книги. Роман в 2013 году стал лидером продаж практически во всех странах Европы и опередил в списке бестселлеров «Инферно» Дэна Брауна. Право на английский перевод романа на аукционе Penguin Books было продано за 500 000 долларов (по данным ведущего американского киножурнала The Hollywood Reporter, эта сумма является крупнейший из когда-либо выплаченных издательством). Диккер признавался, что стал настолько популярным в Женеве, что не мог спокойно разговаривать по мобильному телефону в общественных местах, а его девушка (на то время — спортивный психолог женевской хоккейной команды) была не в состоянии привыкнуть к его успеху. К декабрю 2017 года книга разошлась тиражом 3 000 000 экземпляров в 60 странах на 40 языках.

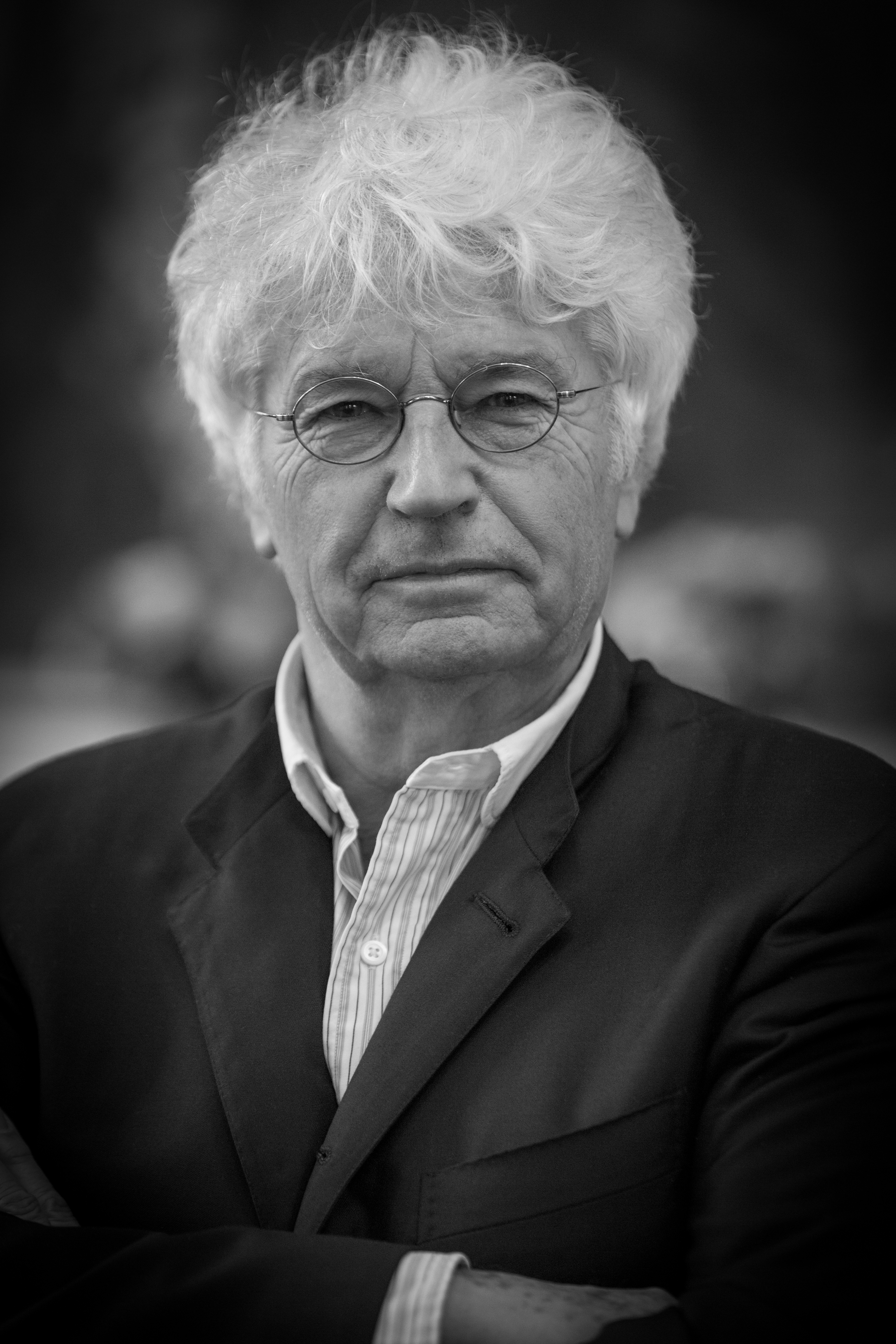
Жан-Жак Анно экранизировал «Правду о деле Гарри Квеберта» в 2018 году

Сюжет детективного романа — американский романист Маркус Гольдман оказывается в творческом кризисе и ищет помощи у своего учителя, писателя Гарри Квеберта. Вскоре Гарри обвиняют в убийстве 15-летней девочки, труп которой найден у него на заднем дворе. Убийство произошло тридцать три года назад. Маркус начинает расследование, пытаясь оправдать Гарри. По ходу расследования Гольдман пишет книгу о нём. По словам литературного критика интернет-издания The Village «в этом романе, как в матрёшке, прячется столько бестселлеров, а на его страницах тайно и явно обитает столько писателей, что очевидно: эта игра здесь чуть ли не важнее сюжета».
Брюно Тибо, профессор французской литературы на факультете европейских исследований в Делавэрском университете, писал в обзоре франкоязычной литературы, что в Европе стало модным писать «американские романы». Он отмечал «оглушительный успех» толстого «американского триллера» Жоэля Диккера «Правда о деле Гарри Кебера». Роман Диккера, по его мнению, предлагал наряду с напряжённым сюжетом, «шитым белыми нитками» (фр. «cousue de fil blanc»), достаточно глубокие размышления об Америке и её университетах; о системе правосудия и средствах массовой информации; литературе и издательском деле.
Роман «Правда о деле Гарри Квеберта» был экранизирован в 2018 году. Десятисерийный одноимённый фильм для телевидения сняла студия MGM (англ. The Truth About the Harry Quebert Affair) с Кристин Фросет, Беном Шнетцером и Патриком Демпси в главных ролях. Режиссёр сериала — Жан-Жак Анно.

### «Книга Балтиморов»
Вышедший в 2015 году роман «Книга Балтиморов» — продолжение «Правды о деле Гарри Квеберта». Действие книги развивается в двух временны́х пластах. В одном из них происходит взросление трёх мальчиков — детей известного и богатого адвоката Гиллеля и Вуди и их бедного кузена Маркуса, в другом — повзрослевший и ставший писателем Маркус Гольдман пытается разобраться в собственных чувствах и мыслях о детстве. Он сочиняет роман, в котором восстанавливает события прошлого. Достоинством повествования литературный критик Галина Юзефович сочла его «сложный и нелинейный маршрут», соединяющий «сцены безоблачного детства», «зарисовки из американской юридической практики», «терзания и радости первой любви» и «образы нью-йоркской богемной тусовки». В качестве недостатка книги она отметила, что роман — классическая книга из «импортной жизни». Правды в нём не больше, «чем в преувеличенно английских романах американки Элизабет Джордж (как известно, посещавшей Британию исключительно в составе туристических групп) или, хуже того, в советских экранизациях зарубежной классики». По её мнению, если в первом романе о Гольдмане изображение «импортной жизни» было «очаровательно ироничной, точной и умной игрой», то в «Книге Балтиморов» оно «слегка обветшало и поистёрлось».

### «Исчезновение Стефани Мейлер»
В 2018 году, когда вышел в свет новый роман писателя «Исчезновение Стефани Мейлер», на вопрос о его главном герое Диккер ответил: «Маркус Гольдман — персонаж, который мне нравится, но я рад, что мне удалось отдалиться от него. Для меня было важно… заняться чем-то другим, чтобы узнать, действительно ли мне нравится этот персонаж, или я пишу о нём только потому, что он нравится читателям. Я не могу пообещать, что он вернётся в будущей книге». По сюжету романа «Исчезновение Стефани Мейлер» в небольшом курортном городке бесследно исчезает журналистка, которая перед этим обнаружила неизвестные полиции подробности убийства четырёх человек, совершённого 20 лет назад. Двое полицейских, которые в то время занимались этим делом, решают возобновить расследование.
Старший преподаватель историко-филологического факультета Российского государственного гуманитарного университета Татьяна Соловьёва отмечала, что писатель в этом романе вернулся «к комбинации, принесшей ему мировую славу»: небольшой провинциальный городок, жестокое преступление, атмосфера тайны, «множество ловушек, псевдоподсказок читателю и фальшивых финалов». По её мнению, Жоэль Диккер решил повторить произведённый своей первой книгой фурор, но «Исчезновение Стефани Мейлер» «оставляет лёгкое, едва уловимое ощущение вторичности и самоповтора».

### «Загадка номера 622»
В 2020 году писатель опубликовал новый роман «Загадка номера 622», который начал сразу после смерти своего издателя Бернара де Фаллуа в январе 2018 года. По словам Диккера, роман должен был стать данью уважения де Фаллуа. Диккер рассказывал о своём издателе: «Бернар де Фаллуа научил меня усердно работать, задавать себе вопросы. Он поддержал меня в размышлениях, в любопытстве. Если бы мне пришлось назвать только один урок [из общения] с этим исключительным человеком, так это его открытость. Когда мы с ним познакомились, он задал много вопросов. Ему было интересно, что я делаю».

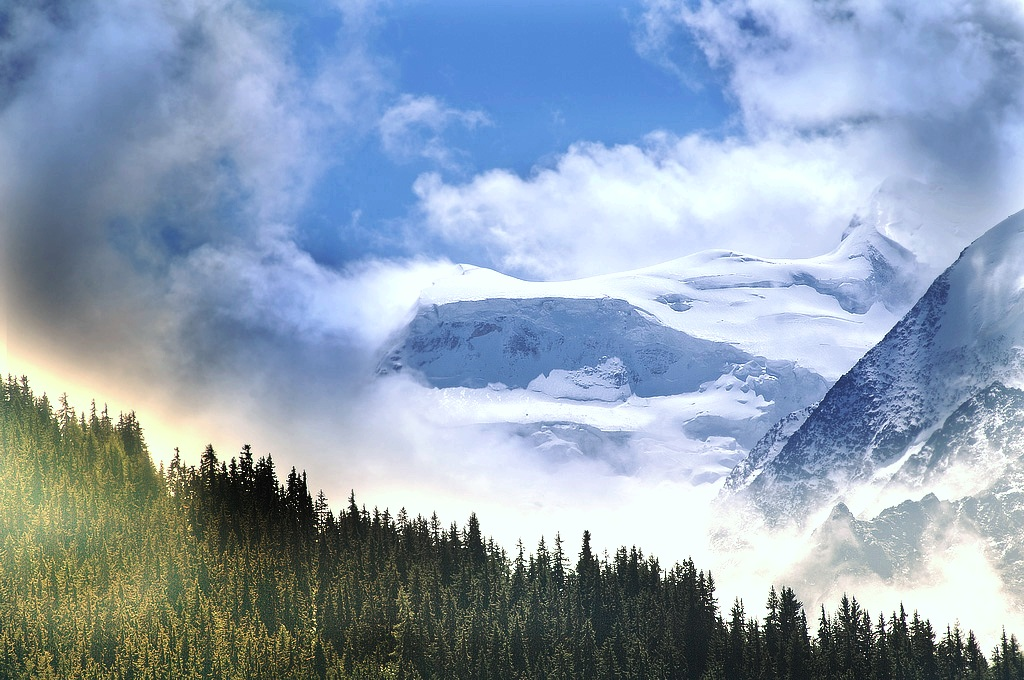
Горный курорт в Вербье, где происходит действие романа

По сюжету романа, декабрьской ночью много лет назад в номере 622 отеля на горнолыжном курорте Вербье в швейцарских Альпах происходит убийство. Полицейское расследование не увенчалось успехом. Роман написан от первого лица, а его действие впервые происходит в родной для писателя Швейцарии. Главный герой книги — писатель Жоэль из Женевы, который отдыхает в роскошном отеле в горах, но волей обстоятельств приступает к расследованию таинственного преступления, совершённого в этом месте в прошлом.
Газета Le Figaro определила жанр новой книги Диккера как «полутриллер, полумелодрама, 100 % детектив, роман-загадка». В романе раскрываются секреты старинного швейцарского банка, есть любовный треугольник, автор не скрывает влияния на создание «Загадки комнаты 622» творчества Агаты Кристи и Артура Конан Дойла. Диккер заявил в одном из интервью, что выбрал местом действия Швейцарию прежде всего, «чтобы подтвердить свою швейцарскую идентичность», так как книги издаются во Франции, и рекламная кампания направлена на Францию.
Количество проданных экземпляров книги, выпущенной Éditions de Fallois, достигло к концу первого года почти 494 000. В интервью французскому телеканалу Europe 1 Диккер сказал, что не был уверен в том, что новый роман найдёт своего читателя. «Литература похожа на живопись или музыку. Есть методы [создания книги], но прежде всего это эмпирический опыт. Не всегда получается. Конечно, есть ноу-хау, но обмен эмоциями с читателем — то, чему невозможно научиться просто потому, что это не поддаётся объяснению», — заявил он. На вопрос о своих планах на будущее Жоэль Диккер ответил, что пандемии в сюжете его следующей книги не будет. «Воздействие Covid-19 [на общество и психологию людей] станет понятным только через несколько лет. А писатель всегда опаздывает как минимум на 10 лет с объяснением увиденного». Газета Le Figaro назвала «Загадку комнаты 622» самым продаваемым романом 2020 года.
Журнал Forbes назвал «Загадка номера 622» самым ожидаемым романом весны — лета 2021 года в России. Перевод его на русский язык подготовлен Марией Зониной в издательстве Corpus, где уже вышли предыдущие романы писателя.

### «Дело „Аляска Сандерс“»
В 2022 году писатель выпустил новый роман под названием «Дело „Аляска Сандерс“». Это сиквел его наиболее успешного романа «Правда о деле Гарри Квеберта». По отзыву швейцарского литературного обозревателя Гании Адамо, этот роман «усердно воспроизводит привычную схему триллера, на которую автор уже успел „подсадить“ приличное количество своих верных читателей. Там есть всё, что надо: убийство, полицейское расследование, раскрытие дела (нет, это был не садовник), неожиданный поворот и новое развитие изначального сюжета».
Действие романа происходит в основном в маленьком городке в Нью-Гэмпшире. Ежедневная газета на французском языке Le Journal de Québec, издаваемая в Канаде, писала о нём: «Несостоявшаяся любовь, несбывшиеся мечты, разбитые жизни, колоритные персонажи, неизвестность и непредсказуемые развороты: Жоэль Дикер поражает нас». Тело недавно приехавшей в город девушки   найдено на берегу озера. Полиции удаётся получить признания преступника и его сообщника и расследование завершается в короткие сроки. Но спустя годы следователь, убеждённый, что в своё время раскрыл преступление, получает анонимное письмо, сообщающее, что он ошибается.
Роман «Дело „Аляска Сандерс“» издан в издательстве Rosie & Wolfe, основанном самим Диккером. В 2023 году он предполагал опубликовать книги и других писателей, которые ему понравились. Диккер планирует публиковать в издательстве Rosie & Wolfe по две книги в год.

### «Дикий зверь»
Роман «Дикий зверь» вышел в печати в феврале 2024 года. Речь в романе идёт об ограблении ювелирного магазина в самом центре Женевы. В роскошном пригородном доме живёт с мужем и двумя детьми Софи Браун. Она готовится отметить 40-летие. Её муж, однако, скрывает несколько тайн, а сосед-полицейский тайно шпионит за ними. Именно он впервые замечает загадочного вуайериста, который бродит по вилле Софи.

## Личность и личная жизнь

### Творчество и бизнес
Помимо литературы Жоэль Диккер занимается предпринимательством. «Вместе с другом я приобрёл шоколадную фабрику… — одну из старейших, если не самую старую шоколадную фабрику в Женеве, существующую с 1875 года… Шоколадная фабрика испытывала трудности, и это нас тронуло. Мы сказали себе, что в наше время, когда экономика в кризисе, в эпоху онлайн-покупок, когда многие магазины закрываются, мы могли бы взять на себя эту шоколадную фабрику, чтобы не дать ей разориться».
Писатель признаёт, что после огромного успеха первого романа его «статус» и расписание изменились. Он охотно принимает «шумиху» вокруг его творчества. Преподаватель Лозаннского университета, писатель и художественный критик, доктор литературы Жером Мейзос в своей статье о Жоэле Диккере обращал внимание на то, что Диккер умудряется использовать весьма небольшие промежутки («вплоть до четверти часа») между официальными мероприятиями для создания новых книг. Творчество, по мнению Мейзоса, занимает с того времени в жизни Диккера «почти второстепенное место». Мейзос утверждал, что писатель не испытывает «интимную и императивную потребность писать, возникающую посреди уединённой медитации», он не обижается на то, что его считают «брендом» и даже претендует на этот статус. Диккер активен в продвижении своего творчества, особенно в отношении переводов и адаптации книг для кино. Мейзос обращал внимание, что сам писатель в интервью «описывает фазу маркетинга языком маркетинга». Он даже писал, что сюжет «Правды о деле Гарри Квеберта» построен как руководство по достижению коммерческого успеха самого автора книги. В качестве примера пристрастия Диккера к маркетинговым акциям Мейзос приводил рекламную кампанию осени 2015 года. 8 октября Диккер позировал за штурвалом Airbus A320. Заголовок ежедневной газеты Le Matin от 18 октября гласил: «Жоэль Диккер. Он пишет свои романы на высоте 10 000 метров». Во время рекламного вечера в аэропорту Женевы, посвящённого «Книге Балтиморов», авиакомпания и книжный магазин Payot объявили награду для первых 1000 покупателей книги.

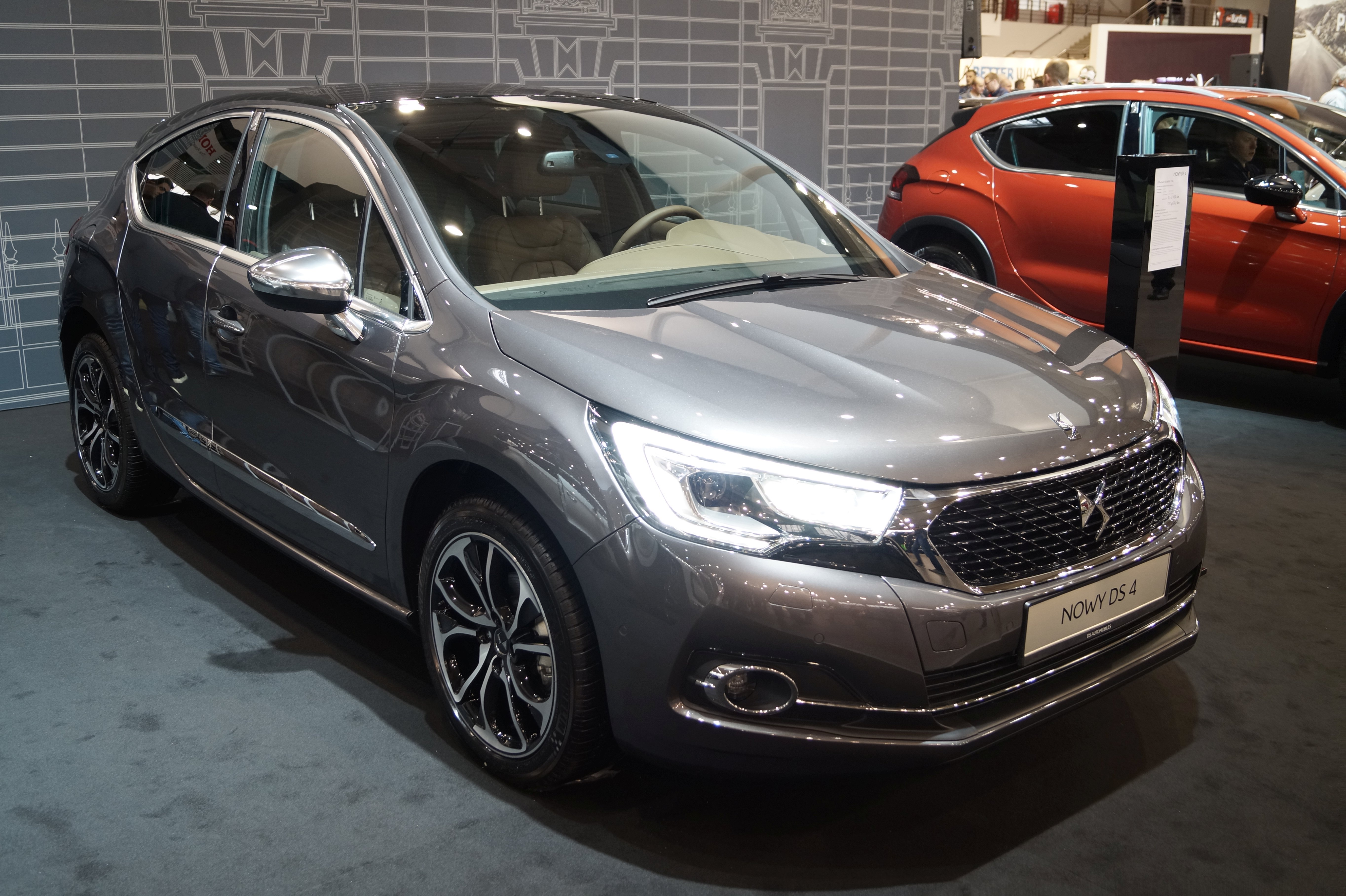
Citroën DS4

Для продвижения автомобилей DS 4 и DS 4 Crossback компании Citroën Диккер стал главным действующим лицом в веб-сериале в жанре триллера. Сериал, состоящий из пяти эпизодов, рассказывает историю самого Жоэля Диккера, который, столкнувшись с творческим кризисом, решает предпринять путешествие за рулём своего DS 4 в поисках вдохновения. Путешествие начинается в Париже, откуда писатель отправляется в Шварцвальд. В этих эпизодах раскрывается творческий процесс Диккера в работе над реальным рассказом под названием «Только для посвящённых» — его новым произведением. DS 4 играет в этом важную роль, так как на протяжении всего путешествия писатель использует преимущества последних инноваций, предлагаемых этим автомобилем, в том числе новую функцию Apple CarPlayTM. Фактически в рамках своего сотрудничества с автомобильным гигантом писатель создал эксклюзив для бренда. Каждый из пяти эпизодов был доступен в Интернете по мере того, как осуществлялась трансляция веб-сериала, но отредактированная полная версия доступна только тем, кто сам опробует DS 4 или DS 4 Crossback. Жером Мейзос охарактеризовал рассказ как написанный по заказу из набора шаблонов, ограниченных рекламным сценарием.

### Кинематограф и читательская аудитория
Диккер, по его собственным словам, сдержанно относится к экранизациям своих произведений. Его отталкивают переговоры и ограничения, связанные с созданием сериала или фильма, независимо от того, начнутся ли вообще съёмки. Он считает, что литература сильнее, чем кинематограф: в нескольких словах писатель создаёт вымышленную реальность, в фильме же необходимо расставить декорации, имитировать дождь… «Если мне предложат проекты, в которых стоит преодолеть все эти трудности, [то я скажу] „да“, так как для меня это должно быть увлечением и радостью, а не только проблемой бюджета или престижа».
Писатель задумывался о преподавании, проведении мастер-класса для учеников средней школы или колледжа. Он рассказывал в интервью: «Для меня важно разговаривать с людьми в целом и с молодёжью в частности, передавать мою страсть к литературе… Мне нравится встречаться с читателями. Я очень разочарован, что на данный момент это невозможно сделать из-за коронавируса». Диккер признавался, что боится неудачи. Когда он представляет свою очередную книгу за пределами Швейцарии, то, по его словам, надевает «плащ непобедимости», но в действительности спокойно он себя чувствует только после возвращения в Женеву.
Когда Джоэля Дикера спрашивают о литературе, то его ответы основаны, с точки зрения Жерома Мейзоса, на трёх утверждениях:
- Он проводит различие между литературой как «упражнением в стиле» (произведения, основанные на эксперименте) и «популярной» литературой, основанной на использовании «повествования», к которой относит себя.
- Писатель считает необходимым установление контакта автора с широкой аудиторией через посредство книг, «понятых и читаемых всеми».
- Именно эти книги, по его убеждению, «заставляют читать» людей, которые читают мало или вообще не читают. Писатель говорит: «Для меня это [„Правда о деле Гарри Квеберта“] больше, чем книга, это — проект… Желание увести читателя, оторвать его от повседневной жизни… [стремление] писать как для взыскательных, так и для мало смыслящих в литературе читателей».

### Семья писателя и круг его интересов
Кандидат филологических наук Людмила Пружанская так охарактеризовала писателя:

Молодой человек спортивного вида и приятной наружности. Открытый, улыбчивый, деликатный. Отвечая на вопросы о своем творчестве, говорит просто, не стремясь навести «тень на плетень». Не сноб, не «гонит умняк». При этом видно, что образован и хорошо воспитан.— Людмила Пружанская. Роман-маскарад Жоэля Диккера
Писатель утверждает, что его беспокоит неприятие некоторыми людьми других такими, какие они есть. С его точки зрения, отсутствие уважения к окружающим и изменение климата — вызовы современности. Решение этих проблем поможет сделать мир лучше. Жером Мейзос считает, что в своём творчестве Диккер остаётся верным классическим ценностям буржуазного гуманизма.
Диккер женат и имеет ребёнка. Об отношениях со своим сыном Диккер говорит «Я предпочитаю быть для него просто папой». Супруга писателя, урождённая Констанс Гулакос, родом из Монреаля. Она имеет греческие корни. В 2006 году она получила степень бакалавра психологии в Университете Макгилла. В 2009 году Констанс получила степень магистра клинической и поведенческой психологии в Женевском университете, а в 2013 году — диплом по спортивной психологии и психологии здоровья в Университете Бордо. В сентябре 2014 года она заняла должность консультанта в престижной Международной школе Женевы. Супругой писателя Констанс Гулакос стала в 2012 году. Она регулярно сопровождает мужа во время его публичных выступлений. Диккер любит деликатесы и посещает небольшой уютный ресторан Saveurs d´Italie, который описал в романе «Загадка номера 622».
В трёх американских романах писателя действие происходит на курорте Хэмптон в штате Нью-Йорк («Исчезновение Стефани Мейлер»), в Нью-Гэмпшире («Правда о деле Гарри Квеберта») и в Нью-Джерси («Книга Балтиморов»). Все они находятся на восточном побережье США. Именно там швейцарский писатель отдыхает с семьёй, поэтому достаточно хорошо знает эти места. Это не единственная часть страны, хорошо знакомая Диккеру. В детстве писатель проводил летние каникулы в Новой Англии. Он отдыхал в штате Мэн, где живут его двоюродные братья и сестры. Позже он пересёк на велосипеде территорию Квебека и штата Мэн. Он побывал на Среднем Западе, доехав до Колорадо, Монтаны и Вайоминга. Несколько недель Диккер жил в палатке в Йеллоустонском национальном парке, чтобы наблюдать за медведями и волками. Он также пересёк Британскую Колумбию и Юкон, добравшись до Аляски. На вопрос, почему действие целого ряда романов происходит в США, Диккер отвечает, что Соединённые Штаты позволяли ему установить определённую дистанцию между ним как писателем и рассказчиком в книге. Он утверждает, что, если действие происходило бы в Женеве, то роман стал бы слишком личным.

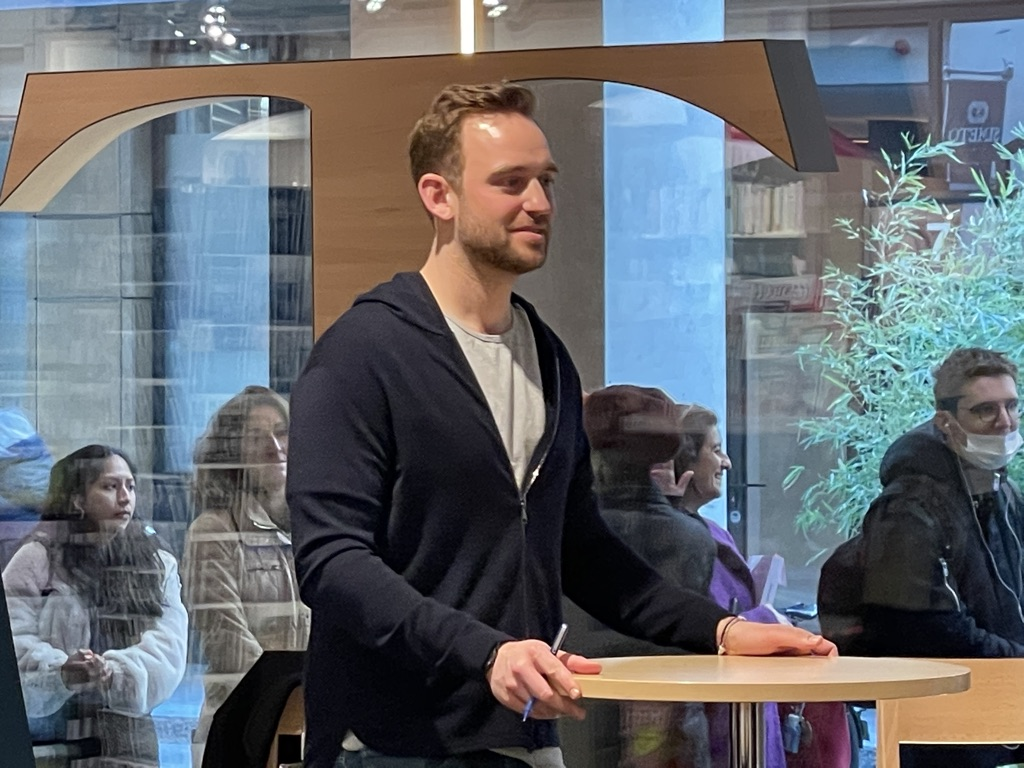
Жоэль Диккер в 2022 году

В своих интервью Жоэль Диккер говорил о любви к небу и авиации, полёты всегда были его мечтой ещё с детства. Жоэль Диккер совмещает литературное творчество со спортивными тренировками. В молодости писатель занимался боксом и смешанными боевыми искусствами, однако, к настоящему времени прекратил эти занятия. При этом он сохранил интерес к данным видам спорта. Бокс присутствует практически во всех главах «Правды о деле Гарри Квеберта». Писатель говорил в интервью: «Что мне нравится в боевых видах спорта, так это то, что вы противостоите самому себе. Вы не можете лгать себе или прятаться за кого-то. На кону вы и только вы».
В 2020-е годы писатель всерьёз увлёкся кроссфитом, хотя и не участвует в соревнованиях по этой спортивной дисциплине, и совершает утренние пробежки. Наряду с физическими упражнениями он также придерживается диеты и следит за продолжительностью и качеством сна. По мнению Диккера, это позволяет ему находиться в тонусе с 7.00 до 23.30 и быть здоровым. Писатель сравнивал спорт с литературным творчеством: «Вдохновение — это не идея, это энергия, призыв. Это тоже тренировка».
С детства Жоэль Диккер играет на барабанах и интересуется музыкой. В декабре 2016 года он принял участие в создании группы Latinwood, в которой вместе с ним играет 55-летний юрист Ксавье Оберсон, профессор швейцарского и международного налогового права Женевского университета, у которого учился писатель. Первый концерт группы состоялся 9 декабря в Zoé Live Bar в Женеве. «Я не был самым прилежным студентом, но я никогда не пропускал занятия у Ксавье», — говорит сам писатель. Впервые Диккер и его бывший преподаватель вместе выступили с ансамблем Out of Law, руководителем которого был Ксавье Оберсон (обучавшийся в Консерватории сначала игре на гобое, а затем на гитаре), в июле 2015 года на Джазовом фестивале в Монтрё. Успех выступления подсказал Оберсону мысль о создании нового коллектива с Диккером в качестве постоянного участника. Цель группы — создание и исполнение собственных композиций в стиле латиноамериканского рока. Диккер, сравнивая свои музыкальные выступления с литературным творчеством, заявил: «Это похожие вещи. С другой стороны, когда я пишу, у меня есть возможность исправить себя, и меня читают спустя месяцы и годы. А на концерте я сразу чувствую, что происходит. У нас нет возможности сказать: „Подождите, мы собираемся повторить это снова!“».

## Критика
Преподаватель факультета журналистики Кубанского государственного университета Ольга Карслидис обращала внимание на то, что роман Диккера «Правда о деле Гарри Квеберта» создавался по рецепту «успеха эстетского телесериала американского кабельного телеканала». Благодаря этому 700 страниц пролетают перед читателем словно сон. Подобную практику используют, по мнению автора статьи, многие современные писатели. Она называла в статье это явление «модификацией современной литературы „Трансгеном“ кино». При этом, Карслидис отмечала, что один из героев романа — профессиональный писатель Гарри Квеберт — декларирует в своих монологах, обращённых к главному герою, совершенно другие принципы сочинительства, основанные на призыве «писать сердцем». Карслидис приводила примеры высокой оценки книги Диккера читательской аудиторией.
Тереса Дей, профессор литературы Автономного университета Федерального округа в Мехико, рассказывая о литературоведческих отступлениях, которые характерны для Жоэля Диккера, с иронией отмечала, что даже если художественные достоинства романа «Правда о деле Гарри Квеберта» невысоки, «то, по крайней мере, книга будет очень полезным справочником для ведения занятий в следующих семестрах». Уже без иронии она писала, что большинство заповедей, которые Гарри Квеберт даёт своему ученику Маркусу Гольдману, действительно являются полезными для начинающих писателей. Структуру романа Тереса Дей сравнивала с артишоком и утверждала, что роман читателю даёт в конце концов больше, чем то, что он видит на первый взгляд. Важным достоинством романа она считала наличие в его конструкции скрытых сюжетных ходов, которые называла «китайскими ящиками». С её точки зрения именно так должна строиться сюжетная линия идеального детективного романа. Действие происходит в нескольких временны́х пластах, и это позволяет более глубоко раскрыть характеры действующих лиц, обращаясь к их прошлому, настоящему и будущему. Как недостаток, Тереса Дей отмечала, что диалоги героев у Диккера информативны, но в целом не обладают психологической глубиной и являются часто идентичными, как, например, диалоги Нолы и Гарри в начале и конце их отношений.

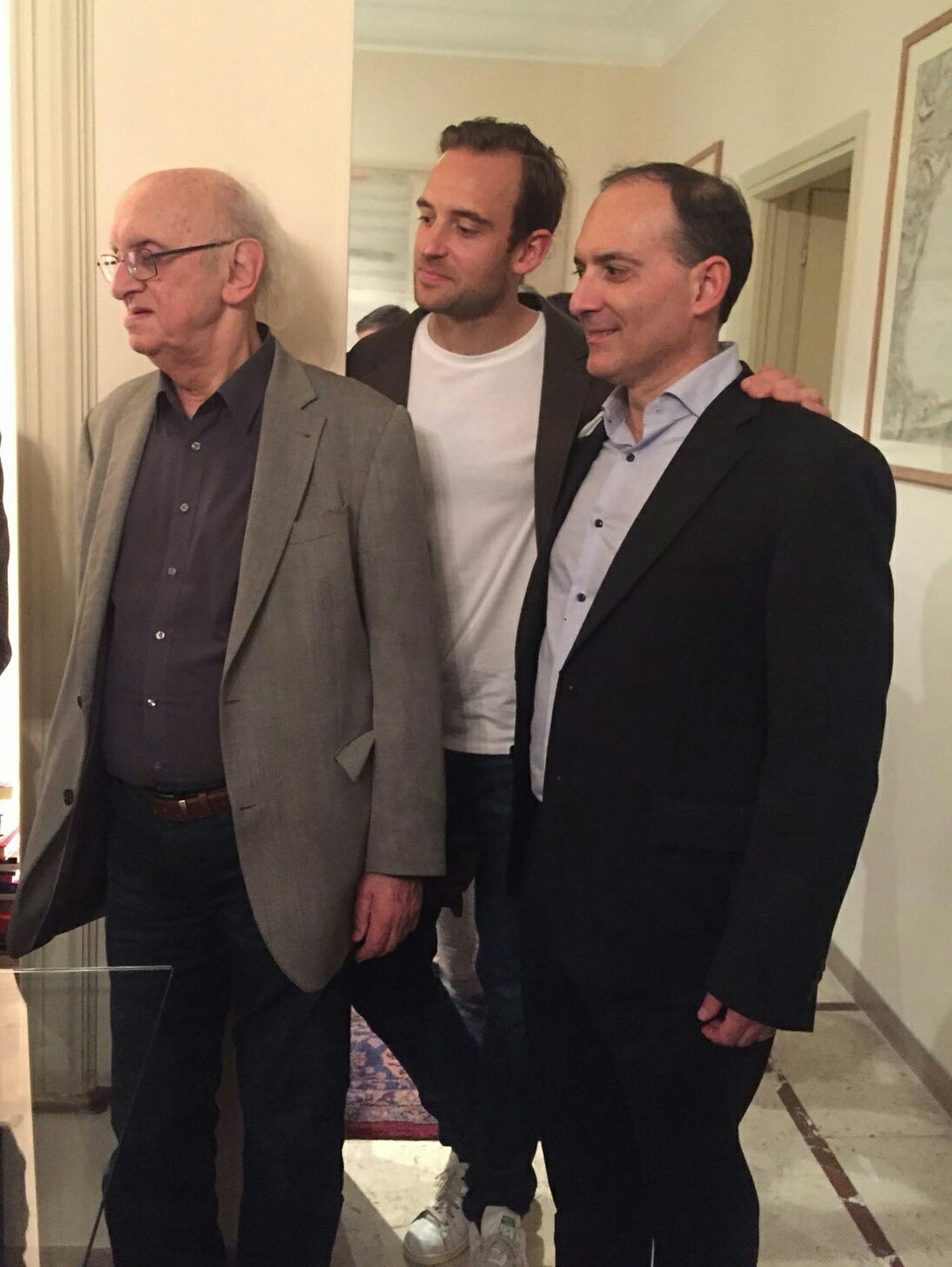
Жоэль Диккер (в центре) с греческим писателем Петросом Маркарисом (слева) и итальянским писателем и журналистом Массимо Мауджери в 2018 году

Часть литературных критиков утверждала, что успех «Правды о деле Гарри Квеберта» и начало широкой известности автора определяются не столько литературными качествами произведения, сколько умелым воспроизведением приёмов американского романа, а также связаны с сотрудничеством швейцарского автора с престижным парижским издательством, получением призов, быстротой перевода на другие языки, в котором свою роль сыграла Франкфуртская книжная ярмарка, и с восхищёнными отзывами в международной прессе.
Профессор Университета штата Флорида в городе Таллахасси Уильям Клунэн в своей монографии об американцах в художественной литературе на французском языке отнёс книгу «Правда о деле Гарри Квеберта» к маленькой по численности категории романов, представляющих собой пародию или стилизацию под американскую литературу. Сюжет романа Диккера он называет серией приключений в стиле цикла авантюрно-уголовных романов XIX века французского писателя Понсона дю Террайя о Рокамболе. Он пишет об удобстве адаптации романа для телесериала, рассчитанного на один сезон. По мнению профессора, этот роман демонстрирует глубокое знание автором повседневной жизни маленьких городков Новой Англии, хотя большая часть сюжета разворачивается в несуществующем Сомерсете в реальном штате Нью-Гэмпшир. В другой своей работе Клунэн назвал роман Диккера «масштабной и прямой попыткой воспроизвести американский роман на французском языке». Среди достоинств он назвал «довольно поверхностные размышления о художественном ремесле», хитросплетение множества персонажей и сюжетов, неожиданные повороты сюжета, личность главного героя-писателя — белого американского еврея, а также грубоватого, но симпатичного чернокожего детектива. Клунэн отмечал, что книга содержит все элементы американского романа, плюс ещё один — объём (700 страниц, которые делают текст «прекрасным выбором для долгой поездки на самолёте. Желательно туда и обратно»). Получение Диккером за роман приза Французской академии профессор назвал заслуженной наградой за «воодушевление, юмор и оригинальность» романа.
Татьяна Соловьёва как главное отличие детективной прозы Диккера отмечала, что его главные герои — заурядные обыватели, не обладающие ни исключительными дедуктивными способностями, ни опытом сыскной деятельности. У них нет феноменальных знаний, выдающейся наблюдательности или памяти. Поэтому «события в значительной степени сами ведут героев, подкидывая им версии и варианты». Она находила в «Правде о деле Гарри Квеберта» ассоциации с «Лолитой» Владимира Набокова и «Твин Пиксом» Дэвида Линча. С Линчем, по мнению литературного критика, роман Диккера сближает демонстрация «хаоса, скрывающегося за оболочкой тихой и спокойной жизни». Как и в «Твин Пиксе», «у каждого героя полон шкаф самых разных скелетов». Фирменным приёмом Диккера она называла расследование событий прошлого, которые в силу случайного стечения обстоятельств оказываются актуальны в настоящее время. С сожалением она писала, что, повторяя этот приём в каждом новом своём романе, писатель приходит к «вторичности и самоповтору». Тем не менее, по мнению Татьяны Соловьёвой, в умении играть на нервах читателя и строить сюжетную интригу Диккер превосходит всех других сочинителей детективов. Он «выжимает максимум из каждого персонажа» и филигранно «раскрывает характеры и фобии персонажей через возможные мотивы преступлений».
Хотя, по мнению Татьяны Соловьёвой, Жоэль Диккер является представителем низкого детективного жанра, он не остаётся в рамках приключенческой литературы. С точки зрения композиции в «Правде о деле Гарри Квеберта» линия поиска писателем себя в ситуации творческого кризиса, в «Книге Балтиморов» элементы романа воспитания, в «Исчезновении Стефани Мейлер» проблема соотнесения карьеры с личной жизнью не менее важны, чем детективный сюжет. В конце своей статьи о творчестве писателя Соловьёва задаётся риторическим вопросом: «Если банка супа может быть большим искусством, почему детектив не может быть большой литературой?». Людмила Пружанская обращала внимание, что, вероятно, не только имя одного из героев романа «Загадка номера 622», как сообщил одном из интервью Жоэль Диккер (Макэр — искажённое на французский манер имя Макара Девушкина — героя раннего романа «Бедные люди»), но и имена двух других главных персонажей (Лев и Анастасия) были взяты у Достоевского. Она сделала вывод, что писатель имел в виду князя Льва Николаевича Мышкина и красавицу-содержанку Настасью Филипповну Барашкову. Пружанская считала, что это не просто совпадение — Достоевский начал работу над романом «Идиот» именно в Женеве, где работал над «Загадкой комнаты 622» и сам Диккер.
Кандидат филологических наук Людмила Пружанская защищала Диккера от обвинений в «индустриальности» его сочинений и «отсутствии рефлексии и поисков подсознательного». По её мнению, Жоэль Диккер не только возвращает читателей к «приключенческому роману» середины XIX века (Александра Дюма и Жюля Верна), но и одновременно продолжает традицию реалистов Оноре де Бальзака и Стендаля — в его книгах есть борьба «одиночки с миром сильных и богатых». При этом в произведениях социальные мотивы подаются Диккером «как бы не всерьёз… понарошку». Как пример она приводила сцену, в которой банкир Макэр Эбезнер в ответ на комплимент секретарши, отметившей его ранний приход на работу, отвечает: «Отныне зовите меня Стахановым!». Пружанская отказывалась считать «Загадку комнаты 622» «безделицей» и предлагала читателям поискать в новом романе писателя подтекст, поводы для размышлений и писательское предвидение.
На вопрос о наличии индивидуального творческого метода сам Диккер отвечает:

Я бы хотел, чтобы он существовал, но правда в том, что если есть какие-то сходства в конструкции (вперёд и назад, неизвестность), то это потому, что я работаю без плана. Я вообще понятия не имею, что будет происходить в книге. Поэтому мне легко перемещаться вперёд и назад во времени… Если у меня заканчиваются идеи, я теряюсь, останавливаюсь и перехожу к другой части истории. Когда я заканчиваю главу в конце дня, мне нужно оставить книгу в подвешенном состоянии, чтобы угадывать, что же произойдет?— Леа Обри. Жоэль Диккер: «Есть 65 версий романа!»
Диккер рассказывал, что часто отказывается от уже начатой сюжетной линии и возвращается к исходной точке повествования. Он утверждал, что создаёт много версий (по его словам, до 65 вариантов) одной и той же истории: «Первые пятнадцать версий — это практически разные романы, пока я действительно не пойму, что это за история… я меняю персонажей, меняю историю, я меняю всё». «Давление и дрожь», по его словам, возникают тогда, когда книга закончена, напечатана и оказывается в руках читателей, а не в процессе создания романа.

## Опубликованные произведения и награды
| Год  | Название                                                                 | Жанр    | Издательство                                | Награды |
| ---- | ------------------------------------------------------------------------ | ------- | ------------------------------------------- | --- |
| 2005 | Тигр (фр. Le Tigre)                                                      | Новелла | L’Hèbe                                      | 2005. Международная премия молодых авторов.                                                                                              |
| 2010 | Последние дни наших отцов (фр. Les Derniers Jours de nos pères)          | Роман   | Éditions L'Âge d’Homme, Éditions de Fallois | 2010. Премия женевских писателей. |
| 2012 | Правда о деле Гарри Квеберта (фр. La Vérité sur l'affaire Harry Quebert) | Роман   | Éditions de Fallois                         | 2012. Гран-при Французской академии. 2012. Гонкуровская премия лицеистов. 2013. Приз французской литературы в Нидерландах (Prix Tulipe). |
| 2015 | Книга Балтиморов (фр. Le Livre des Baltimore)                            | Роман   | Éditions de Fallois                         | |
| 2018 | Исчезновение Стефани Мейлер (фр. La Disparition de Stephanie Mailer)     | Роман   | Éditions de Fallois                         | |
| 2020 | Загадка номера 622 (фр. L’Énigme de la chambre 622)                      | Роман   | Éditions de Fallois                         | |
| 2022 | Дело «Аляска Сандерс» (фр. L'Affaire Alaska Sanders)                     | Роман   | Éditions Rosie et Wolfe                     | |
| 2024 | Дикий зверь (фр. Un animal sauvage)                                      | Роман   | Éditions Rosie et Wolfe                     | |